# Степанян, Аник
Аник Степанян (арм. Անիկ Ստեփանյանը, перс. آنیک استپانیان, англ. Anik Stepanyan; 1912 г.р., Тегеран, Каджарский Иран) — гражданка Ирана армянского происхождения, первая армянская женщина-стоматолог в Иране, общественный деятель, феминистка.

## Биография
Аник Степанян родилась и училась в Тегеране. Её родители: Арутюн (Артин) Степанян (آرتینا استپانیان) и Ниниш (Ниша) Амирханян (Степанян) (перс. نیشا امیرخانیان (استپانیان)). Аник была вторым ребёнком в семье.
Училась: в армянской школе «Айказян» и во французской школе для девочек — Школе «Жанны д’Арк» (англ. Jeanne d’Arc School).
В 1933 году Аник Степанян вышла замуж за Аваке Аветяна (перс. آواک آواکیان).
К обучению в Тегеранском университете с 1937 года были допущены женщины: Аник Степанян поступила на обучение на стоматологический факультет Тегеранского университета.
Завершив обучение в 1941 году, Аник Степанян-Аветян стала первой армянской женщиной-стоматологом в Иране.
В период с 1945 по 1970 год она работала со своим отцом.
Аник Степанян-Аветян была директором католической школы для девочек в Тегеране и членом Ассоциации благотворительных дам армянского происхождения. В 1965 году участвовала от Ассоциации в конференции по правам женщин в Иране.
В 2000 году Аник Степанян-Аветян была удостоена грамоты от главы Киликийского католикосата Армянской апостольской церкви Арама I.